# Planken (gemeente)
Planken (Alemannisch: Planka) is, qua inwoners de kleinste gemeente van Liechtenstein. Ze grenst aan Oostenrijk. Het dorp heeft 479 inwoners (2020) en heeft een oppervlakte van 5,2 km². Planken ligt op 786 meter hoogte.
Planken is bekend geworden als woonplaats van Hanni Wenzel, skikampioene op de slalom van de Olympische Winterspelen 1980.

## Bezienswaardigheden
- Historische Walser-huizen
- Josefskapelle uit 1768

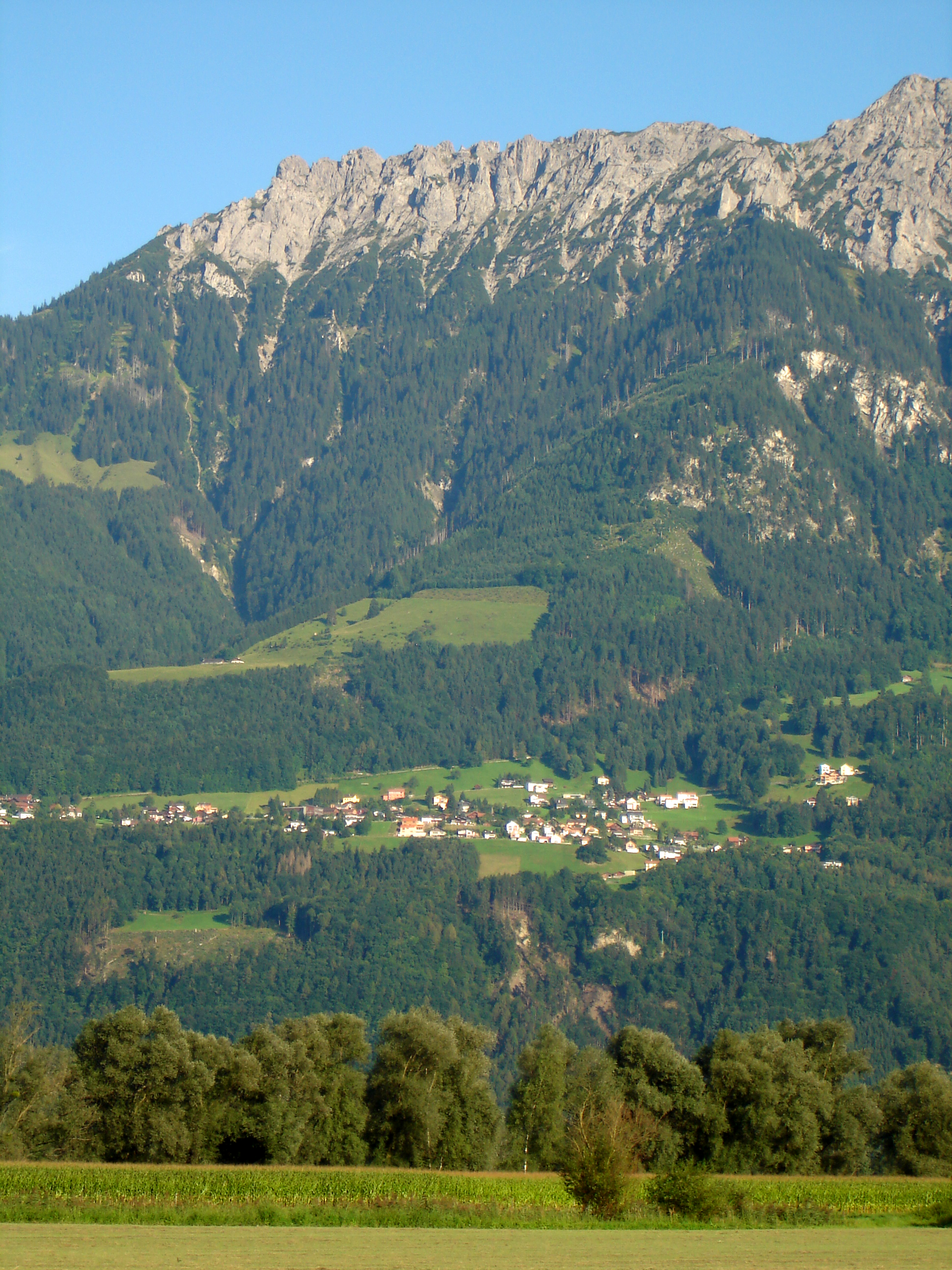
Planken